# Paillet
Paillet is een gemeente in het Franse departement Gironde (regio Nouvelle-Aquitaine). De plaats maakt deel uit van het arrondissement Langon. Paillet telde op 1 januari 2022 1.192 inwoners.

## Geografie
De oppervlakte van Paillet bedroeg op 1 januari 2022 2,48 vierkante kilometer; de bevolkingsdichtheid was toen 480,6 inwoners per km².

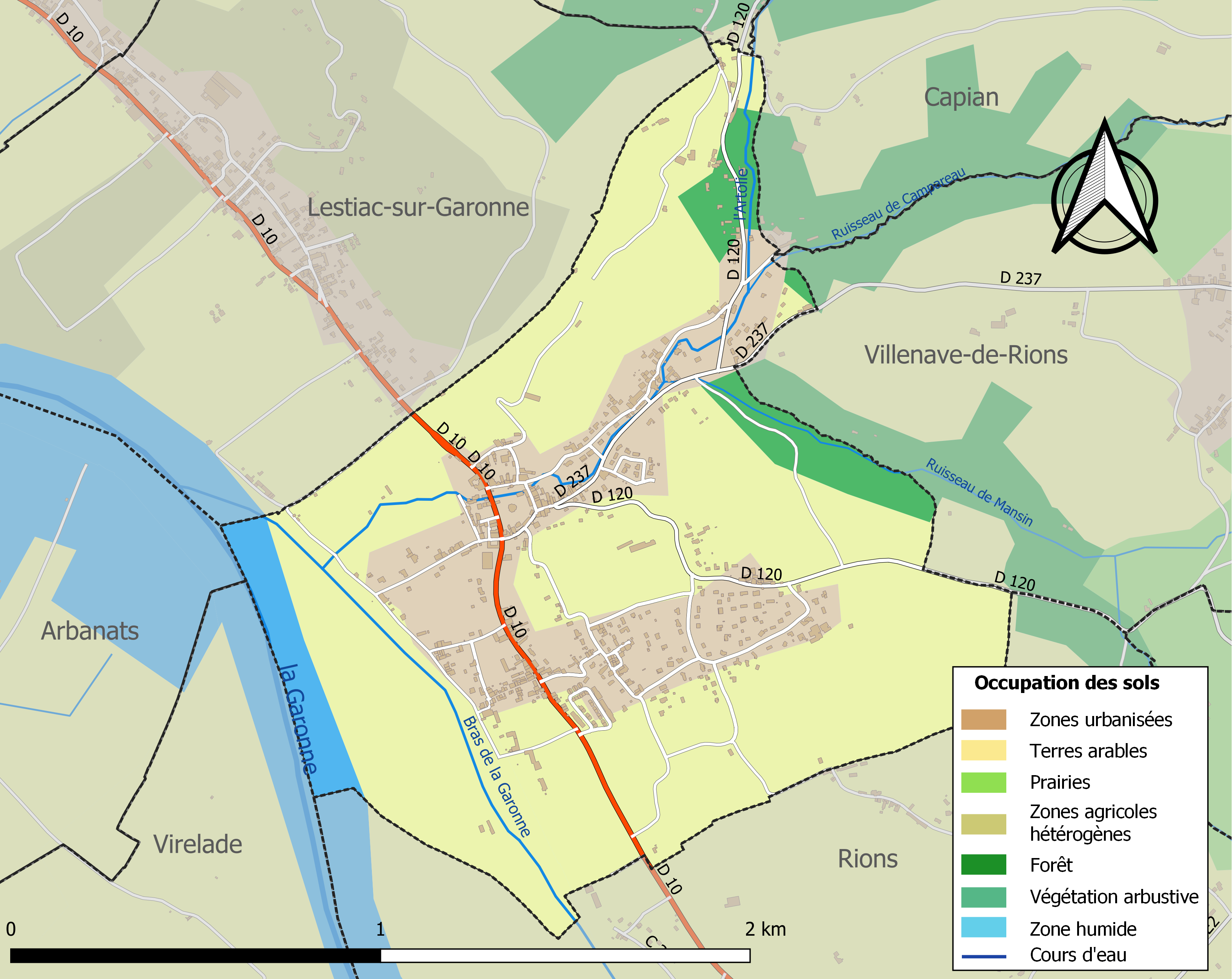
Kaart van de gemeente met belangrijkste infrastructuur, bodemgebruik en omliggende gemeenten

## Demografie
Onderstaande figuur toont het verloop van het inwonertal (bron: INSEE-tellingen).